# Lista stadionów piłkarskich w Chile
Lista stadionów piłkarskich w Chile składa się z obiektów drużyn znajdujących się w Primera División (I poziomie ligowym Chile) oraz Primera división B (II poziomie ligowym Chile). Na najwyższym poziomie rozgrywkowym znajduje się 18 drużyn oraz na drugim poziomie 15 drużyn, których stadiony zostały przedstawione w poniższej tabeli według kryterium pojemności, od największej do najmniejszej. Tabela uwzględnia również miejsce położenia stadionu (miasto oraz region), klub do którego obiekt należy oraz rok jego otwarcia lub renowacji.
Do listy dodano również stadiony o pojemności powyżej 10 tys. widzów, które są areną domową drużyn z niższych lig lub obecnie w ogóle nie rozgrywano mecze piłkarskie.
Na 4 stadionach z listy: Estadio Carlos Dittborn w Arica, Estadio Nacional de Chile w Santiago, Estadio Sausalito w Viña del Mar oraz Estadio El Teniente w Rancagua zostały rozegrane Mistrzostwa Świata w Piłce Nożnej 1962, które organizował Chile. Na Estadio Nacional w Santiago został rozegrany finał tych mistrzostw.
Legenda:

    – stadiony w budowie lub przebudowie

    – stadiony zamknięte lub zburzone
| Lp | Nazwa stadionu                             | Miejscowość              | Region                | Drużyny                                                                       | Otwarty / renowacja | Pojemność      | Zdjęcie |
| -- | ------------------------------------------ | ------------------------ | --------------------- | ----------------------------------------------------------------------------- | ------------------- | -------------- | ------- |
| 1  | Estadio Monumental David Arellano          | Santiago (Macul)         | Region Metropolitalny | CSD Colo-Colo (1975-1976, 1989–)                                              | 1989                | 47 017         |         |
| 2  | Estadio Nacional Julio Martínez Prádanos   | Santiago (Ñuñoa)         | Region Metropolitalny | Reprezentacja Chile, Club Universidad de Chile                                | 1938/ 2010          | 47 000         |         |
| 3  | Estadio Municipal de Concepción            | Concepción               | Biobío                | Deportes Concepción, Universidad Concepción, CD Fernández Vial                | 1962                | 35 000         |         |
| 4  | Estadio Elías Figueroa Brander             | Valparaíso               | Valparaíso            | Santiago Wanderers                                                            | 1931/ 2014          | 23 000         |         |
| 5  | Estadio Santa Laura                        | Santiago (Independencia) | Region Metropolitalny | Unión Española                                                                | 1923/ 2008          | 22 000         |         |
| 6  | Estadio Regional Calvo y Bascuñán          | Antofagasta              | Antofagasta           | Deportes Antofagasta                                                          | 1964/ 2013          | 21 178         |         |
| 7  | Estadio El Cobre de El Salvador            | El Salvador              | Atakama               | CD Cobresal                                                                   | 1980                | 20 752         |         |
| 8  | Estadio San Carlos de Apoquindo            | Santiago (Las Condes)    | Region Metropolitalny | Universidad Católica, Barnechea FC                                            | 1988                | 20 000         |         |
| 9  | Estadio Francisco Sánchez Rumoroso         | Coquimbo                 | Coquimbo              | Coquimbo Unido                                                                | 2008                | 18 750         |         |
| 10 | Estadio La Portada                         | La Serena                | Coquimbo              | Deportes La Serena                                                            | 1952                | 18 500         |         |
| 11 | Estadio Germán Becker                      | Temuco                   | Araukania             | Deportes Temuco                                                               | 2008                | 18 125         |         |
| 12 | Estadio Sausalito                          | Viña del Mar             | Valparaíso            | Everton Viña del Mar                                                          | 1929                | 18 037         |         |
| 13 | Estadio El Teniente                        | Rancagua                 | O’Higgins             | CD O’Higgins                                                                  | 1945                | 15 252         |         |
| 14 | Estadio Municipal de Calama                | Calama                   | Antofagasta           | CD Cobreloa                                                                   | 1952                | 13 000         |         |
| 15 | Estadio Bicentenario de La Florida         | Santiago (La Florida)    | Region Metropolitalny | Audax Italiano                                                                | 2008                | 12 000         |         |
| 16 | Estadio Municipal de La Cisterna           | Santiago (La Cisterna)   | Region Metropolitalny | Palestino                                                                     | 1988                | 12 000         |         |
| 17 | Estadio Municipal de San Felipe            | San Felipe               | Valparaíso            | Unión San Felipe                                                              | 1958                | 12 000         |         |
| 18 | Estadio Municipal Nelson Oyarzún Arenas    | Chillán                  | Biobío                | Ñublense                                                                      | 2008                | 12 000         |         |
| 19 | Estadio Tierra de Campeones                | Iquique                  | Tarapacá              | Deportes Iquique                                                              | 1993                | 12 000         |         |
| 20 | Estadio Rubén Marcos Peralta               | Osorno                   | Los Lagos             | Provincial Osorno                                                             | 1940                | 10 800         |         |
| 21 | Estadio CAP                                | Talcahuano               | Biobío                | Huachipato, Deportes Naval (2010–2012)                                        | 2009                | 10 500         |         |
| 22 | Estadio Regional de Chinquihue             | Puerto Montt             | Los Lagos             | Deportes Puerto Montt                                                         | 2013                | 10 000         |         |
| 23 | Estadio Municipal Nicolás Chahuán          | La Calera                | Valparaíso            | Unión La Calera                                                               | 1954                | 10 000         |         |
| 24 | Estadio Carlos Dittborn                    | Arica                    | Arica y Parinacota    | San Marcos                                                                    | 1962                | 9 746          |         |
| 25 | Estadio Fiscal de Talca                    | Talca                    | Maule                 | CSD Rangers                                                                   | 1937/ 2011          | 8 324          |         |
| 26 | Estadio La Granja                          | Curicó                   | Maule                 | Curicó Unido                                                                  | 1949                | 8 000          |         |
| 27 | Estadio Luis Valenzuela Hermosilla         | Copiapó                  | Atakama               | Regional Atacama (1979–1997), Club de Deportes Copiapó (1998–)                | 1960                | 8 000          |         |
| 28 | Estadio Municipal Lucio Fariña Fernández   | Quillota                 | Valparaíso            | San Luis Quillota, Everton Viña del Mar, Santiago Wanderers                   | 2010                | 7 680          |         |
| 29 | Estadio Municipal de Linares               | Linares                  | Maule                 | Deportes Linares                                                              |                     | 7 000          |         |
| 30 | Estadio Municipal Roberto Bravo Santibáñez | Melipilla                | Region Metropolitalny | Deportes Melipilla                                                            | 1942                | 6 500          |         |
| 31 | Estadio Municipal de La Pintana            | La Pintana               | Region Metropolitalny | Santiago Morning, Barnechea FC                                                |                     | 6 000          |         |
| 32 | Estadio Federico Schwager                  | Coronel                  | Biobío                | Lota Schwager                                                                 | 1942                | 5 700          |         |
| 33 | Estadio Félix Gallardo                     | Valdivia                 | Los Ríos              | Deportes Valdivia                                                             | 1942                | 5 000          |         |
| 34 | Estadio Santiago Bueras                    | Maipu                    | Region Metropolitalny | Deportes Magallanes                                                           | 1984                | 5 000          |         |
| 35 | Estadio Municipal de Los Ángeles           | Los Ángeles              | Biobío                | Deportes Iberia                                                               | 1942                | 4 150          |         |
| -  | Estadio Campos de Sports de Ñuñoa          | Santiago (Ñuñoa)         | Region Metropolitalny | Reprezentacja Chile (1922–1937), Deportivo Ñuñoa (1932), Universidad Católica | 1918                | rozebrano 1938 |         |
| -  | Estadio Las Higueras                       | Talcahuano               | Biobío                | Huachipato (1960–2008)                                                        | 1960                | rozebrano 2008 |         |